# Atomino (Computerspiel)
Atomino ist ein Puzzle-Computerspiel von Blue Byte aus dem Jahr 1990 für DOS-PCs, Amiga, Atari ST und Commodore 64.
Die Aufgabe ist es, in einer 2D-Ansicht aus unterschiedlichen Atomen, die durch verschiedene Farben dargestellt werden, Moleküle zu erstellen. Neben einem K.-o.-Modus gibt es einen Spielstufen-Modus. Weiterhin enthält das Spiel Extrarunden, in denen der Spieler bildschirmfüllende Moleküle erstellen muss, und Bonuslevel, in denen die Gestaltung des Moleküls vorgegeben ist.

## Spielablauf
Normale Atome haben eine bis vier Andockstellen als Einfachbindung, die sich beim Platzieren, soweit möglich, automatisch zu nebenan stehenden Atomen verbinden. Gelegentlich erscheinende Atome ohne Bindungen agieren als Joker und verwandeln sich beim Platzieren in ein normales Atom mit einer den unbenutzten Nachbarbindungen entsprechenden Bindungszahl. Die als Nächstes folgenden Atome sieht man rechts in einem kleinen Röhrchen; aus diesem kann das unterste Atom auf ein freies Feld gesetzt oder mit einem existierenden Atom ausgetauscht werden. Wenn es leer ist oder von Zeit zu Zeit fällt ein neues Atom in das Röhrchen, ist es gefüllt, endet das Spiel – es gibt also ein Zeitlimit. Das Spielfeld ist in ein unsichtbares Raster unterteilt; in höheren Levels befinden sich Hindernisse auf diesem Raster, welche die sinnvolle Platzierung von Atomen einschränken. Ein Molekül ist fertiggestellt, wenn keines seiner Atome eine freie Bindung hat. Es verschwindet dann mit all seinen Atomen vom Spielfeld. Höhere Levels stellen auch Nebenbedingungen, wie zum Beispiel „Baue drei Moleküle mit mindestens sieben Atomen“, und können Atome auf festen Positionen vorgeben, die man einbauen und somit entfernen muss. Zum Beenden eines Levels sind auch alle noch auf dem Spielfeld bestehenden Atome in Moleküle einzubauen.

## Kritiken
„Atomino mischt in der Tüftel-Oberliga mit!
Atomino glänzt durch eine knackige Idee und viel Spielwitz, grafisch darf man sich hingegen keine Wunder erwarten“

## Bewertungen
- Die Zeitschrift Power Play vergab in Ausgabe 1/1991 die Wertung 80 %.
- Die Zeitschrift Amiga Joker vergab in Ausgabe 12/1990 die Wertung 83 %.